# 사세보선
사세보선(일본어: 佐世保線)은 규슈 여객철도의 철도 노선 가운데 하나이다. 일본 사가현 기시마군 고호쿠정에 위치한 고호쿠역과 나가사키현 사세보시에 위치한 사세보역을 잇는다.

## 차량
- 키하66계 동차(하이키 ~ 사세보 구간만)
- 키하200계 동차(하이키 ~ 사세보 구간만)
- 415계 전동차
- 783계 전동차(미도리 호, 하우스텐보스 호)
- 813계 전동차(히젠야마구치 ~ 하이키 구간만)
- 817계 전동차

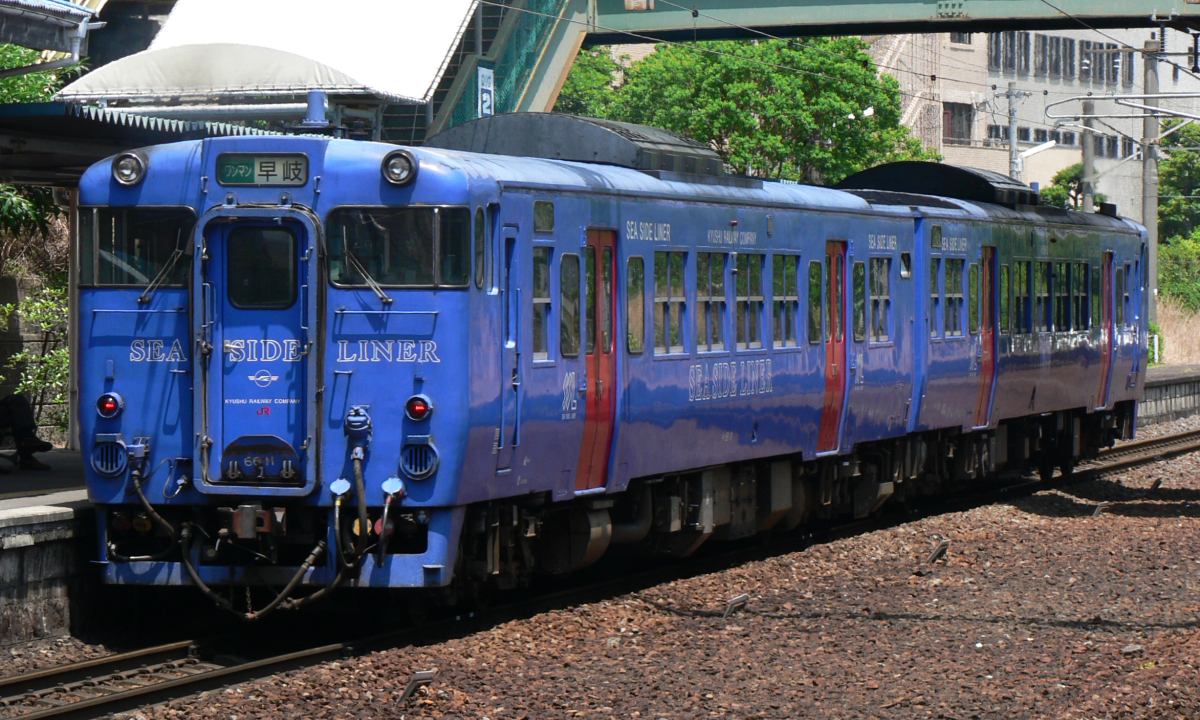
키하66계 동차
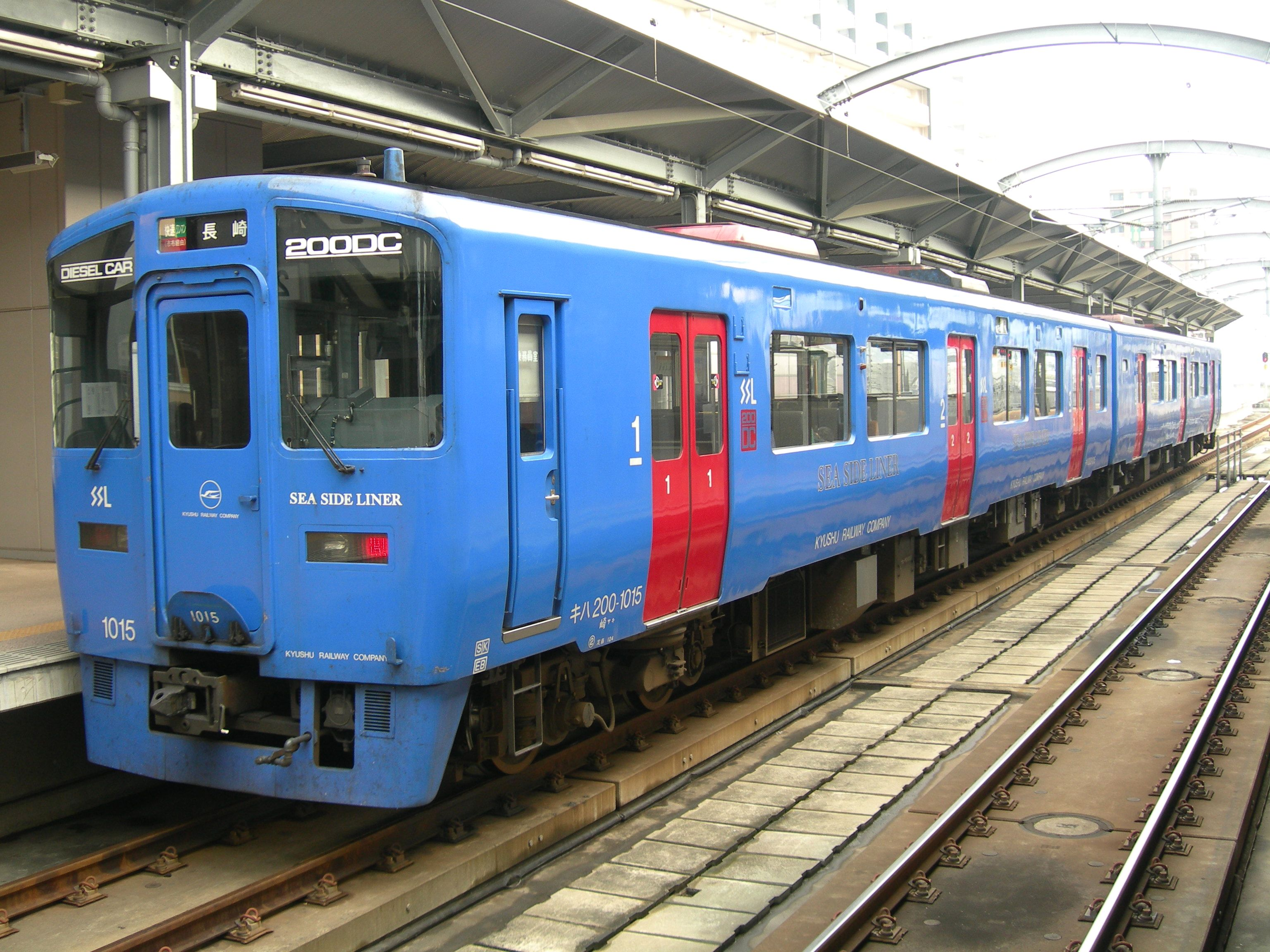
키하200계 동차
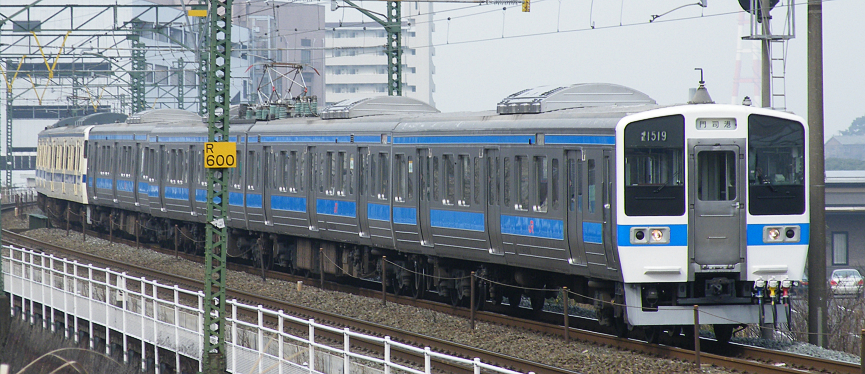
415계 전동차
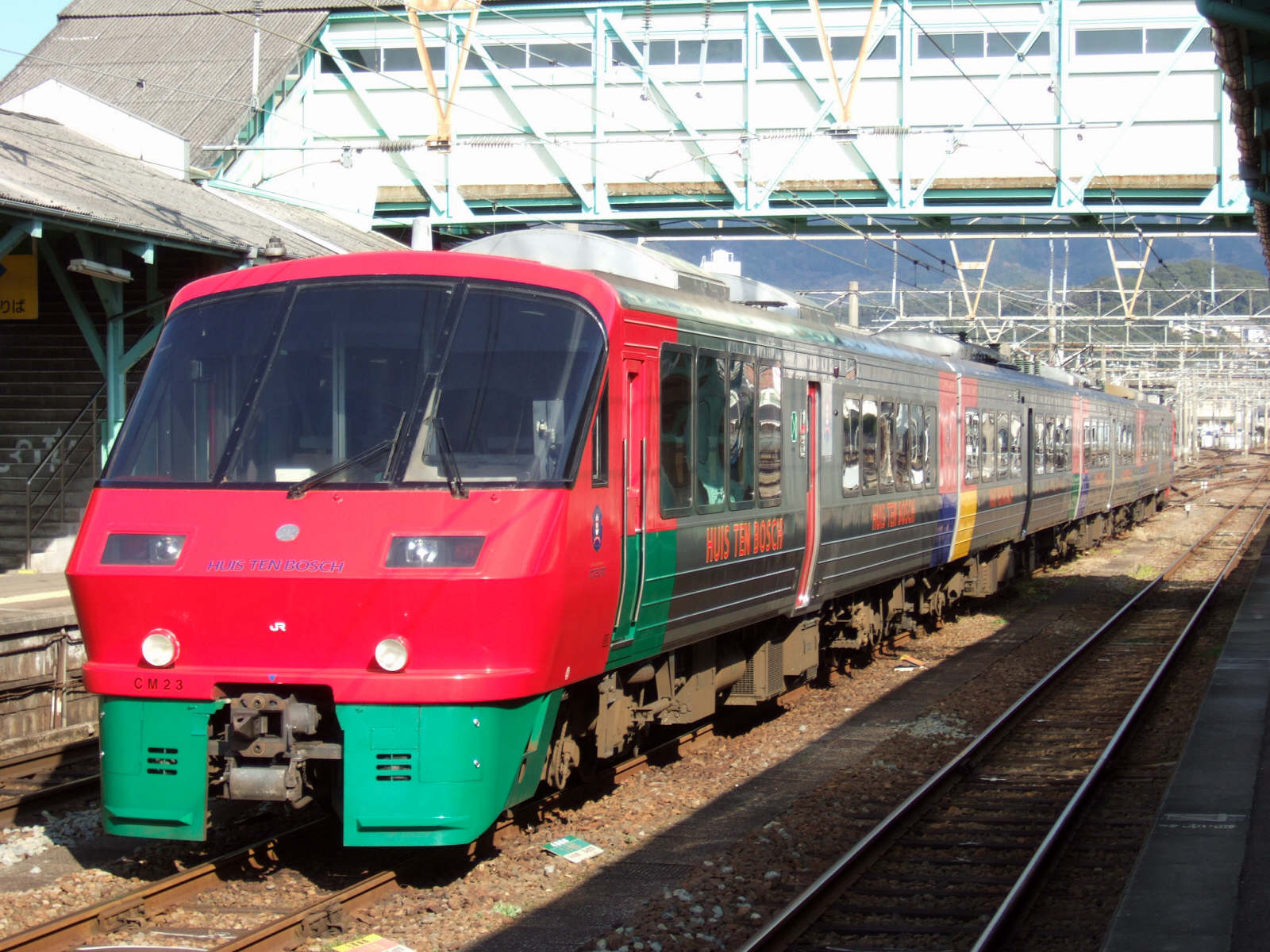
783계 전동차
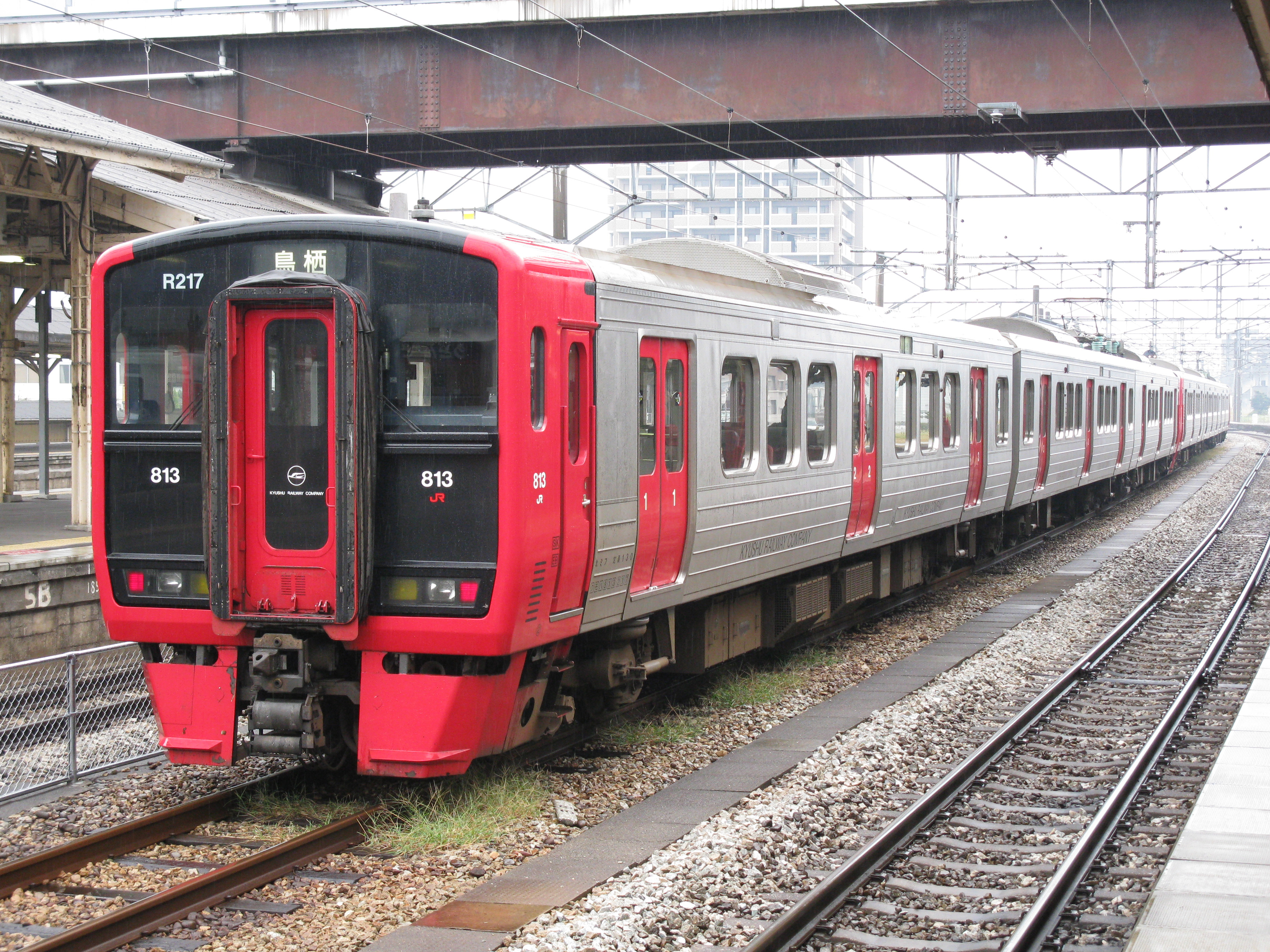
813계 전동차
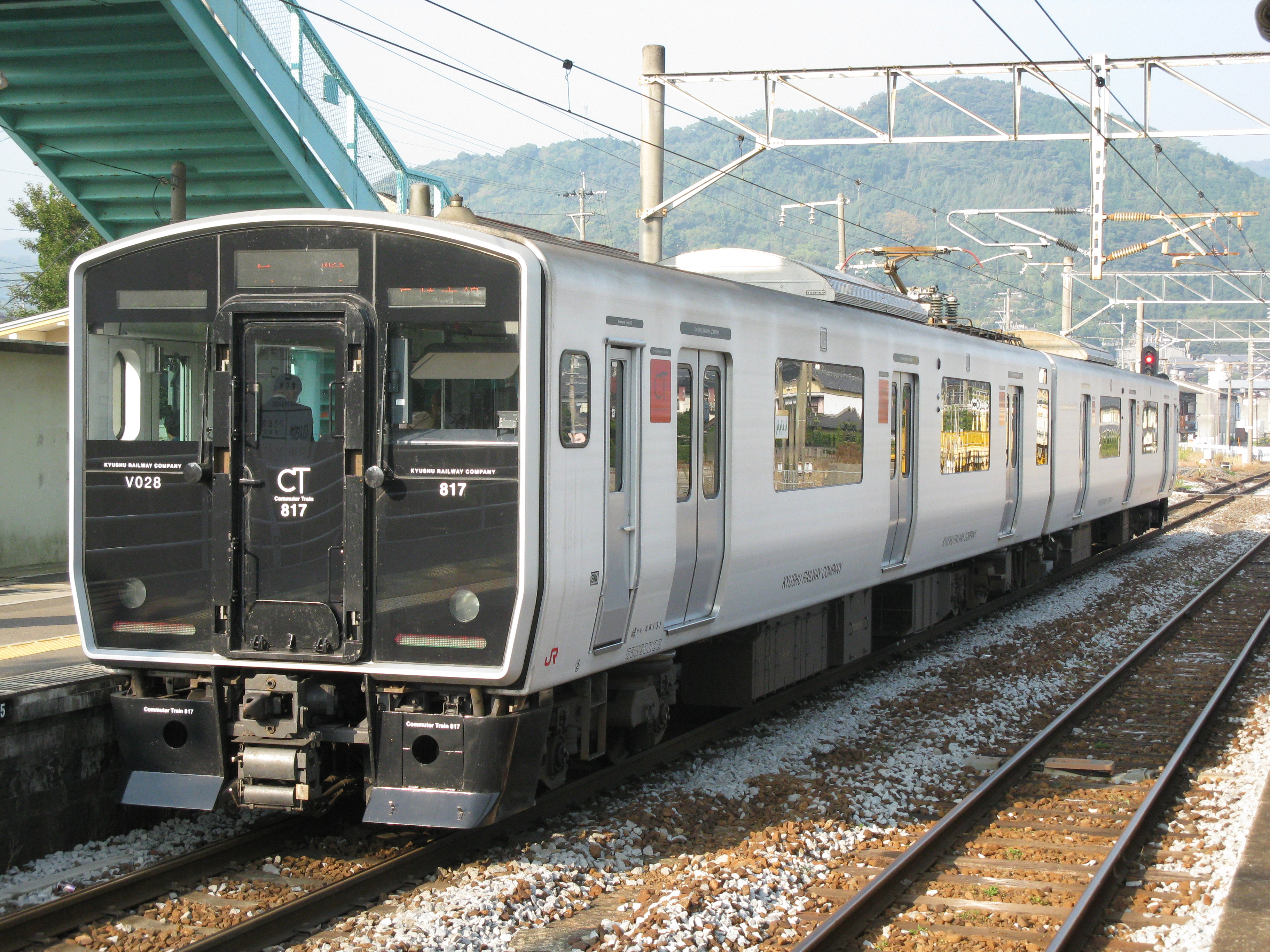
817계 전동차

## 역 목록
| 역 이름           | 일본어 이름  | 영업 거리 (km) | 접속 노선               | 소재지                  | 소재지                    | 소재지                    |
| ----------------- | ------------ | -------------- | ----------------------- | ----------------------- | ------------------------- | ------------------------- |
| 고호쿠            | 江北         | 0.0            | 나가사키 본선           | 사가현                  | 기시마군                  | 고호쿠정                  |
| 오마치            | 大町         | 5.1            |                         | 사가현                  | 기시마군                  | 오마치정                  |
| 기타가타          | 北方         | 7.4            | 다케오시                | 다케오시                |                           |                           |
| 다카하시          | 高橋         | 11.4           | 다케오시                | 다케오시                |                           |                           |
| 다케오 온천       | 武雄温泉     | 13.7           | 다케오시                | 다케오시                | 니시큐슈 신칸센           |                           |
| 나가오            | 永尾         | 18.3           | 다케오시                | 다케오시                |                           |                           |
| 미마사카          | 三間坂       | 21.5           | 다케오시                | 다케오시                |                           |                           |
| 가미아리타        | 上有田       | 25.7           | 니시마쓰우라군 아리타정 | 니시마쓰우라군 아리타정 |                           |                           |
| 아리타            | 有田         | 28.2           | 니시마쓰우라군 아리타정 | 니시마쓰우라군 아리타정 | 마쓰우라 철도 니시큐슈 선 |                           |
| 니시아리타 신호장 | 西有田信号場 | 31.4           | 니시마쓰우라군 아리타정 | 니시마쓰우라군 아리타정 |                           |                           |
| 미카와치          | 三河内       | 35.7           | 나가사키현 사세보시     | 나가사키현 사세보시     | 나가사키현 사세보시       |                           |
| 하이키            | 早岐         | 39.9           | 나가사키현 사세보시     | 나가사키현 사세보시     | 나가사키현 사세보시       | 오무라 선                 |
| 다이토            | 大塔         | 42.6           | 나가사키현 사세보시     | 나가사키현 사세보시     | 나가사키현 사세보시       |                           |
| 히우              | 日宇         | 45.5           | 나가사키현 사세보시     | 나가사키현 사세보시     | 나가사키현 사세보시       |                           |
| 사세보            | 佐世保       | 48.8           | 나가사키현 사세보시     | 나가사키현 사세보시     | 나가사키현 사세보시       | 마쓰우라 철도 니시큐슈 선 |